# POWER3

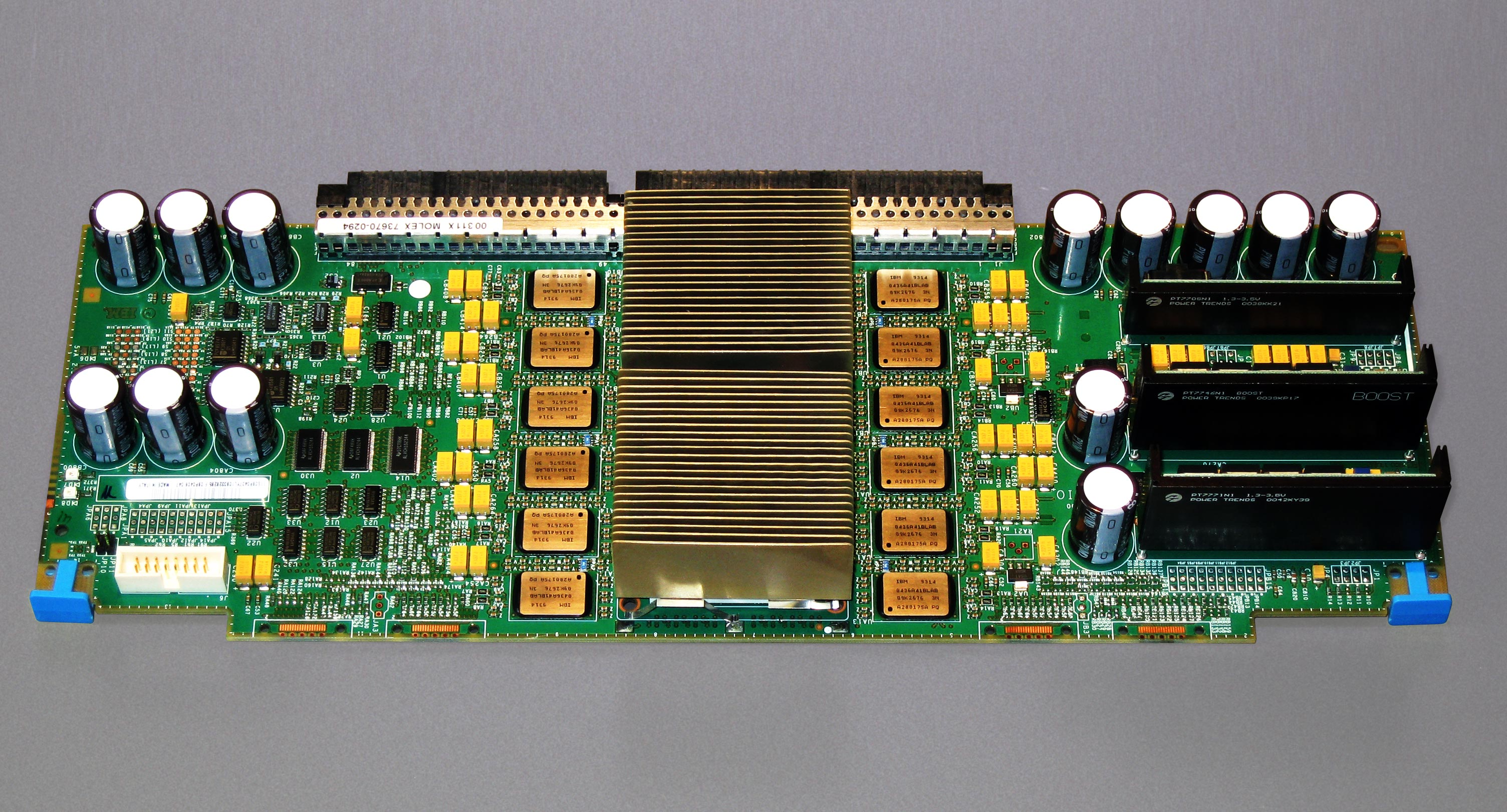
Dual 375 MHz IBM POWER3 CPU module di un RS/6000 44P 270.

Il POWER3 è un microprocessore a 64 bit compatibili con il set di istruzioni PowerPC con tutte le istruzioni opzionali (definite al tempo del processore). Il processore unificò il set di istruzioni PowerPC e POWER2. Presentato nel 1998 era dotato di due unità in virgola mobile, tre unità per gli interi e due unità load/store. Inizialmente si suppone che il suo codice fosse 630 sebbene si crede che IBM abbia deciso di rinominare il progetto per rimarcare l'orientamento dei processori POWER rispetto alla famiglia PowerPC, orientata al mercato dei personal computer.
Il POWER3 a 200 MHz è stato utilizzato dai server IBM RS/6000 come processore principale. Il processore era dotato di 15 milioni di transistor ed aveva un die di 270 mm². Il successore POWER3-II venne prodotto con interconnessioni in rame con una tecnologia di 0.25 µm a 450 MHz e un die di 170 mm².
Il POWER3 venne soppiantato dal POWER4.